# Пертту, Пётр Алексеевич
Пётр Алексе́евич Пе́ртту (псевдоним Пе́кка Пе́ртту (фин. Pekka Perttu), 14 октября 1917, Кемский уезд, Архангельская губерния — 10 августа 1992, Петрозаводск) — прозаик, поэт, переводчик, Заслуженный работник культуры Карельской АССР.

## Биография
Родился в деревне Кёунасъярви (ныне Калевальский район Карелии) в семье карельских крестьян из рода известных рунопевцев Перттуненов. Окончил школу в Ухте.
В 1937 году поступил на курсы преподавателей—карел в Петрозаводске, после окончания которых был направлен на работу в Ухтинскую школу.
Во время Советско-финской войны (1939—1940) работал ответственным секретарём газеты «Голос солдата». С началом Великой Отечественной войны вступил в Ухтинский истребительный батальон, с февраля 1942 года воевал в партизанском отряде «Красный партизан». После ранения и излечения в 1944 году работал в республиканской газете «Totuus» («Правда»).
Литературным дебютом стал опубликованный в 1946 году рассказ «Пересечение вражеской линии» в журнале «Punalippu» («Красное знамя») (№ 1).
С 1950 по 1955 год П. А. Пертту учился в Литературном институте имени А. М. Горького, занимался в творческом семинаре К. Г. Паустовского.
По окончании института работал заведующим отделом прозы журнала «Punalippu». В 1970 году принят в Союз писателей СССР. Работал в Союзе писателей Карелии литературным консультантом.
В 1977 году присвоено звание Заслуженного работника культуры Карельской АССР, в 1981 году писателю была присуждена Государственная премия Карелии имени А. И. Перттунена. В 1988 году П. А. Пертту был избран иностранным членом Общества финской литературы (г. Хельсинки).
Писатель был награждён орденом «Знак Почёта», медалями, Почётными грамотами Верховного Совета Карельской АССР.
Умер 10 августа 1992 года, похоронен на кладбище «Бесовец» Петрозаводска.